# Línea Milwaukee District/North
La  Línea Milwaukee District/North (en inglés: Milwaukee District/North Line) es una línea del Tren de Cercanías Metra. La línea opera entre las estaciones Union Station y Fox Lake.